# Массерберг
Массерберг (нем. Masserberg) — община в Германии, курорт, расположен в земле Тюрингия. 
Входит в состав района Хильдбургхаузен.  Население составляет 2574 человека (на 31 декабря 2010 года). Занимает площадь 36,08 км².
Коммуна подразделяется на 5 сельских округов.

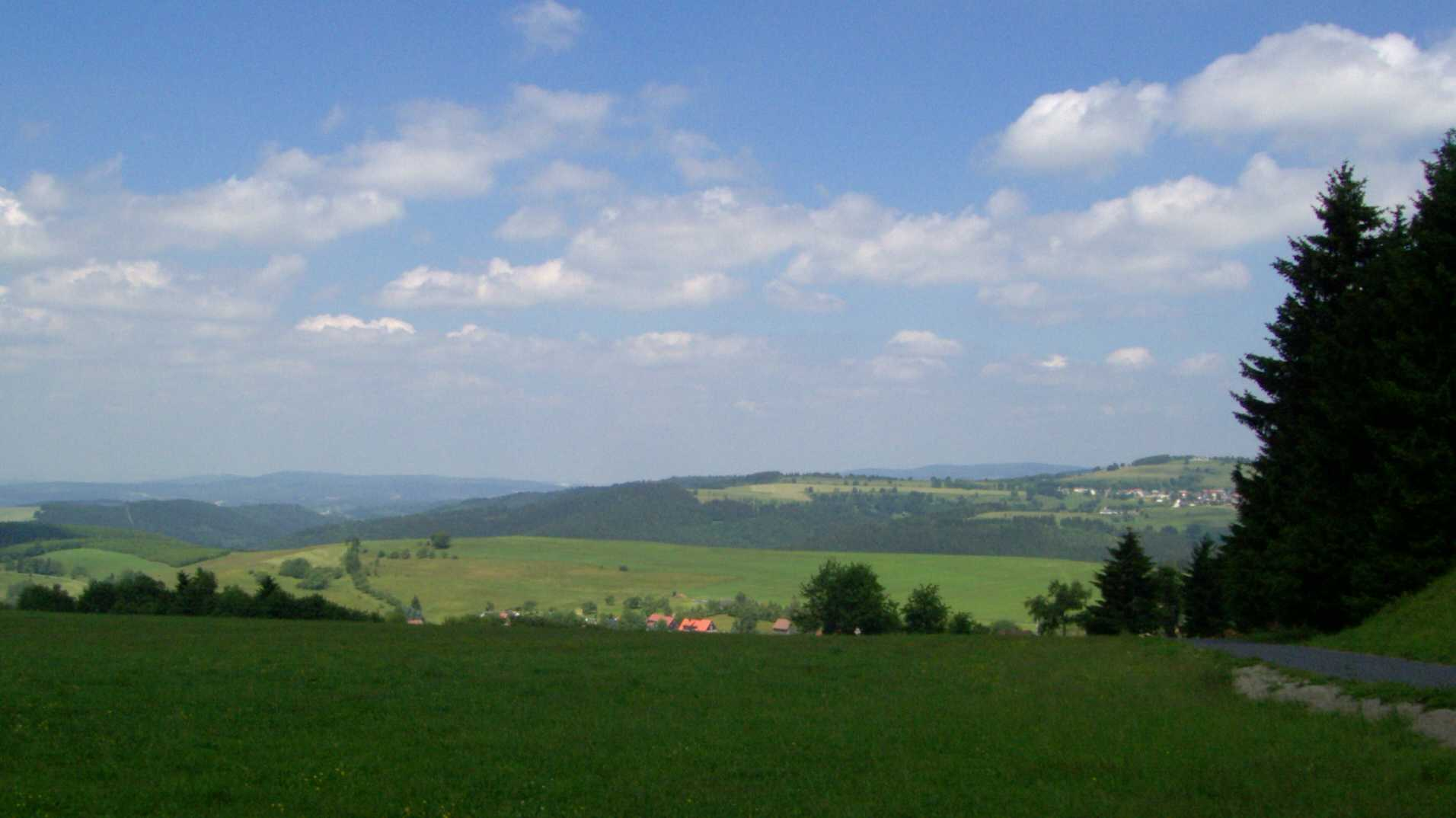
Массерберг